# Petros Márkaris
Petros Márkaris (Griego: Πέτρος Μάρκαρης; Estambul, 1 de enero de 1937) es un traductor, dramaturgo, guionista y narrador griego, conocido ante todo por sus novelas policiacas protagonizadas por el comisario Kostas Jaritos.

## Biografía
Nació en Turquía en una familia cristiana, de padre armenio (comerciante) y madre griega (ama de casa). Hizo la secundaria en el colegio austriaco San Jorge, en Estambul, y después estudió Economía en Grecia, Turquía, Alemania y Austria antes de especializarse en la cultura alemana y dedicarse a la traducción de autores como Bertolt Brecht, Thomas Bernhard o Arthur Schnitzler. Muy elogiada ha sido su traducción de Fausto de Goethe.
Márkaris resume así su formación: "Hice mis estudios elementales en una escuela griega, pero después, a partir de mis estudios secundarios hasta mis años de universidad, toda mi formación y mi cultura es alemana".
Como miembro de la minoría armenia, durante muchos años no tuvo ninguna ciudadanía; obtuvo la griega después de la caída de la Dictadura de los Coroneles y el retorno de la democracia en 1974, junto con el resto de los armenios que vivían en Grecia. Reside en Atenas desde los años cincuenta. 
Comenzó su carrera literaria en 1965, como dramaturgo, con la pieza Historia de Ali Retzos. Desde entonces ha escrito otras obras de teatro, guiones cinematográficos y su famosa serie detectivesca del comisario Jaritos, cuyas novelas han sido traducidas a numerosos idiomas.
Márkaris cuenta que no buscó a Jaritos, un desengañado policía ateniense que le sirve para hacer una representación crítica —que él califica de brechtiana—, de la sociedad actual. "Él vino a mí", dice y explica que después de haber estado escribiendo durante varios años los guiones de la serie televisiva Anatomía de un crimen, se sintió cansado de ella, pero el canal quería seguir y él accedió a prolongar su trabajo por seis meses, y fue entonces cuando le vino la idea del comisario. Para él mismo fue una sorpresa: "Como fui por largo tiempo un activista de izquierda, no tenía ninguna simpatía por los policías. En Grecia, habían sido sinónimo de fascistas... Pero de pronto, por primera vez, caí en la cuenta que esos pobres policías son pequeños burgueses, que tienen los mismos sueños de que sus hijos puedan estudiar para convertirse en doctores o abogados. Así se comenzó a desarrollar esta construcción: un crimen y una historia familiar contadas paralelamente".
Ha colaborado asiduamente con el director de cine Theo Angelopoulos, con el que ha coescrito los guiones de cinco películas.

## Premios
- VII Premio Pepe Carvalho (2012) por Con el agua al cuello.[4]
- Medalla Goethe (2013)
- Premio de Honor Aragón Negro 2014

## Obras

### Serie del comisario Kostas Jaritos
- Noticias de la noche, 1995 (Nυχτερινό δελτίο), Ediciones B, 2000; traducción de Ersi Marina Samará Spiliotopulu; ISBN 84-406-9696-5, ISBN 978-84-406-9696-0 (reeditada por Tusquets en 2008, ISBN 978-84-8383-041-3).
- Defensa cerrada, 1998 (Άμυνα ζώνης), Ediciones B, 2001; traducción de Ersi Marina Samará Spiliotopulu; ISBN 84-666-0384-0, 978-84-666-0384-3 (reeditada por Tusquets en 2008, ISBN 978-84-8383-109-0).
- Suicidio perfecto, 2003 (Ο Τσε αυτοκτόνησε), Ediciones B, 2004; traducción de Ersi Marina Samará Spiliotopulu; ISBN 84-666-1463-X, ISBN 978-84-666-1463-4.
- Un caso del comisario Jaritos y otros relatos clandestinos, 2005; 9 relatos, Ediciones B, 2006; traducción de Ersi Marina Samará Spiliotopulu; ISBN 978-84-666-2828-0. Reeditado con apariencia de obra nueva como Balkan blues, Ediciones B, 2012; ISBN 978-84-9872-653-4. Contiene: "Ingleses, franceses y portugueses…", "De refilón", "La emancipación de Tatiana", "Café batido", "Suite para flauta y violín", "Sin decorados", "Carta verde", "Sonia y Varia" y "Un cuento infantil".
- El accionista mayoritario, 2006 (Βασικός μέτοχος), Tusquets, 2008; traducción de Montserrat Franquesa i Gòdia y Joaquim Gestí Bautista; ISBN 978-84-8383-040-6.
- Muerte en Estambul, 2008 (Παλιά, πολύ παλιά); Tusquets, 2009; traducción de Ersi Marina Samará Spiliotopulu; ISBN 978-84-8383-119-9.
- Con el agua al cuello, 2010 (Ληξιπρόθεσμα δάνεια, Trilogía de la crisis, 1); Tusquets, 2011; traducción de Ersi Marina Samará Spiliotopulu; ISBN 978-84-8383-357-5.
- Liquidación final (Περαίωση, 2011, Trilogía de la crisis, 2). Tusquets, 2012; traducción de Ersi Marina Samará Spiliotopulu; ISBN 978-84-8383-444-2.
- Pan, educación, libertad (Ψωμί, παιδεία, ελευθερία, 2012, Trilogía de la crisis, 3). Tusquets, 2013; traducción de Ersi Marina Samará Spiliotopulu; ISBN 978-84-8383-492-3.
- Hasta aquí hemos llegado (Τίτλοι Τέλους, 2015, Trilogía de la crisis, 4). Tusquets, abril de 2015; traducción de Ersi Marina Samará Spiliotopulu; ISBN 978-84-9066-218-2.
- La muerte de Ulises (Τριημερία και άλλα διηγήματα, 2015). Tusquets, febrero de 2016; traducción de Ersi Marina Samará Spiliotopulu; ISBN 978-84-9066-233-5.
- Offshore (Offshore, 2016). Tusquets, febrero de 2017; traducción de Ersi Marina Samará Spiliotopulu; ISBN 978-84-9066-385-1.
- Universidad para asesinos (Σεμινάρια φονικής γραφής, 2019). Tusquets, 2019; traducción de Ersi Marina Samará Spiliotopulu; ISBN 978-84-9066-672-2.
- La hora de los hipócritas. Tusquets, 2020; traducción de Ersi Marina Samará Spiliotopulu; ISBN 978-84-9066-803-0.
- Ética para inversores. Tusquets, 2021; traducción de Ersi Marina Samará Spiliotopulu; ISBN 978-84-9066-944-0.
- Cuarentena. Tusquets, 2022; traducción de Ersi Marina Samará Spiliotopulu; ISBN 9788411070980.
- La conjura de los suicidas. Tusquets, 2023; traducción de Ersi Marina Samará Spiliotopulu; ISBN 9788411072748.
- La revuelta de las Cariátides. Tusquets, 2024; traducción de Ersi Marina Samará Spiliotopulu; ISBN 9788411074452.
- La ira de los humillados. Tusquets, 2025; traducción de Ersi Marina Samará Spiliotopulu; ISBN 9788411076036.

### Otras obras
- Próxima estación, Atenas (Η Αθήνα της μιας διαδρομής, 2010). Tusquets, 2010; traducción de Montserrat Franquesa Godia; ISBN 978-84-9066-508-4

### Teatro
- Historia de Ali Retzos, 1965.
- Los invitados
- Como los caballos

### Recopilación de artículos
- La espada de Damocles, 2012.

## Cine y televisión
- Días de 36, 1972. Meres tou '36. Dirigida por Theodoros Angelopoulos. Protagonizada por Vangelis Kazan y Kostas Pavlou. Coautor del guion.
- Alejandro el Grande, 1980. O Megalexadros. Dirigida por Theodoros Angelopoulos. Protagonizada por Omero Antonutti y Eva Kotamanidou. Coautor del guion.
- Serie Ellinikes istories mystiriou kai fantasias, 1989. Dirigida por Dimitris Panayiotatos. Protagonizada por Karyofyllia Karabeti y Giorgios Kotanidis. Coautor del guion.
- Erastes sti mihani tou hronou, 1990. Dirigida por Dimitris Panayiotatos. Protagonizada por Benoit Roussel y Christine Skaza. Coautor del guion.
- Serie Anatomía de un crimen, 1991-1993.
- El paso suspendido de la cigüeña, 1991. To Meteoro Vima tou Pelatgou. Dirigida por Theodoros Angelopoulos. Protagonizada por Marcello Mastroianni y Jeanne Moreau. Coautor del guion.
- La mirada de Ulises, 1995. To Viemma tou Odyssea. Dirigida por Theodoros Angelopoulos. Protagonizada por Harvey Keitel y Maia Morgenstern. Coautor del guion.
- La eternidad y un día, 1998. Mia aionotita kai mia mera. Dirigida por Theodoros Angelopoulos. Protagonizada por Bruno Ganz y Isabelle Renauld. Coautor del guion.
- Esperando las nubes, 2004. Dirigida por Yesim Ustaoglu. Protagonizada por Rüçhan Caliskur y Ridvan Yagci. Coautor del guion.
- Eleni, 2004. Dirigida por Theodoros Angelopoulos. Protagonizada por Alexandra Aidini y Nikos Poursanidis. Coautor del guion.